# Ernesto Maguengue
Ernesto Maguengue, né le 2 août 1964, est un prélat mozambicain de l'Église catholique. Il a été l'évêque du diocèse de Pemba (en) de 2004 à 2012, puis, évêque auxiliaire de l'archidiocèse de Nampula de 2012 à 2016. Depuis le 25 juillet 2016, il est l'administrateur apostolique de l'archidiocèse de Nampula.